# Aeolagrion axine
Aeolagrion axine är en trollsländeart som beskrevs av Meryle Byron Dunkle 1991. Aeolagrion axine ingår i släktet Aeolagrion och familjen dammflicksländor. IUCN kategoriserar arten globalt som otillräckligt studerad. Inga underarter finns listade i Catalogue of Life.